# Orchisia costata
Orchisia costata är en tvåvingeart som först beskrevs av Johann Wilhelm Meigen 1826.  Orchisia costata ingår i släktet Orchisia och familjen husflugor. Inga underarter finns listade i Catalogue of Life.